# 코스타리카 축구 연맹
코스타리카 축구 연맹(스페인어: Federación Costarricense de Fútbol 페데라시온 코스타리센세 데 푸트볼[*], FCRF)은 코스타리카의 축구 협회로써 산라파엘에 본부를 두고 있다. 연맹은 연령별 남자 국가대표팀과 여자 국가대표팀을 운영하고 있다.

## 같이 보기
- 코스타리카 축구 국가대표팀
- 코스타리카 여자 축구 국가대표팀